# リーマン＝スティルチェス積分
数学の微分積分学周辺分野におけるリーマン＝スティルチェス積分（リーマンスティルチェスせきぶん、英: Riemann–Stieltjes integral）は、ベルンハルト・リーマンとトーマス・スティルチェスに名を因む、リーマン積分の一般化である。

## 定義
実変数実数値の函数 f の、実函数 g に関するリーマン＝スティルチェス積分
{\displaystyle \int _{a}^{b}f\,dg=\int _{a}^{b}f(x)\,dg(x)}
は、有界閉区間 [a, b] の分割
{\displaystyle P=\{a=x_{0}<x_{1}<\cdots <x_{n}=b\}}
の目（大きさ）(mesh) |P| を 0 に近づける極限での、リーマン（＝スティルチェス）和
{\displaystyle S(P,f,g)=\sum _{i=0}^{n-1}f(c_{i})(g(x_{i+1})-g(x_{i}))\quad (c_{i}\in [x_{i},x_{i+1}])}
の極限として定義される。函数 f および g をそれぞれこの積分の被積分函数 (integrand) および積分函数 (integrator) と呼ぶ。
ここでいう「極限」は（リーマン＝スティルチェス積分の値となるべき）数 A が存在して、任意の正数 ε > 0 に対して正数 δ > 0 をうまく取れば、|P| < δ なる任意の分割 P に対し、代表点 ci ∈ [xi, xi+1] の取り方に依らず 
{\displaystyle |S(P,f,g)-A|<\varepsilon }
とできるという意味である。

### 一般化リーマン＝スティルチェス積分
上記を少し一般化したものがPollard (1920)で導入され、現在の解析学ではそちらのほうが普通となっている。分割 P が別の分割 Pε の細分であるとは、単に P より目の細かい分割を考えるというだけではなく、P が Pε に分点を追加して得られることを意味するものとする。函数 f の g に関する一般化リーマン＝スティルチェス積分の値が A であるとは、任意の正数 ε > 0 に対して分割 Pε を適当に選べば、Pε の任意の細分 P に対して、代表点 ci ∈ [xi, xi+1] の選び方に依らず
{\displaystyle |S(P,f,g)-A|<\varepsilon }
が満たされるようにできることを言う。
この一般化は、一般化リーマンスティルチェス積分が閉区間 [a, b] の分割全体の成す有向集合上のムーア＝スミス極限として得られることを示すものになっている (McShane 1952)。Hildebrandt (1938)はこれをポラール＝ムーア＝スティルチェス積分 と呼んでいる。

### ダルブー＝スティルチェス積分
リーマン＝スティルチェス積分はダルブー積分の適当な一般化（ダルブー＝スティルチェス積分）としてもきちんと扱うことができる。分割 P に対して、函数 f の函数 g に関する上ダルブー（＝スティルチェス）和
{\displaystyle U(P,f,g)=\sum _{i=0}^{n-1}M_{i}(g(x_{i+1})-g(x_{i}))\quad (M_{i}:=\sup _{x_{i}\leq x\leq x_{i+1}}f(x))}
および下ダルブー（＝スティルチェス）和
{\displaystyle L(P,f,g)=\sum _{i=0}^{n-1}m_{i}(g(x_{i+1})-g(x_{i}))\quad (m_{i}:=\inf _{x_{i}\leq x\leq x_{i+1}}f(x))}
を考え、これらのそれぞれ下限および上限をそれぞれダルブー＝スティルチェス上積分および下積分と呼べば
{\displaystyle L(P,f,g)\leq {\underline {\,\int _{\,a}^{\,b}\!\!\!\!\!}}\quad f\,dg\leq \,\,{\overline {\!\!\int _{a}}}^{{} \atop \scriptstyle b}f\,dg\leq U(P,f,g)}
が成立する。
{\displaystyle \lim _{|P|\to 0}[U(P,f,g)-L(P,f,g)]=0,}
すなわち上積分と下積分が存在して一致するとき、f は g に関してダルブー＝スティルチェス可積分であるといい、その一致する値を f の g に関するダルブー＝スティルチェス積分の値とする。
g が [a, b] 上非減少ならば、f の g に関する一般化リーマン＝スティルチェス積分が存在するための必要十分条件は、任意の ε > 0 に対して適当な分割 P を選べば
{\displaystyle U(P,f,g)-L(P,f,g)<\varepsilon }
とできること、すなわち f が g に関してダルブー＝スティルチェス可積分となることである。さらに言えば、g が [a, b] 上非減少かつ f が g に関してダルブー＝スティルチェス可積分ならば、f は g に関して（古典的な意味で）リーマン＝スティルチェス可積分である（十分条件、Graves (1946, Chap. XII, §3)を参照）。
このようにダルブー＝スティルチェス積分とリーマン＝スティルチェス積分は双方がともに定義されるとき一致するので、ダルブー＝スティルチェス積分によって（すなわち過剰和と不足和が一致するときのダルブー＝スティルチェス和として）リーマン＝スティルチェス積分を定義することがある。
f が有界、g が非減少のとき、f, g が不連続点を共有しないならば、f の g に関するふたつのスティルチェス積分は存在して一致する。そうでないとき、一般にリーマン＝スティルチェス可積分ならばダルブー＝スティルチェス可積分だが、ダルブー＝スティスチェス積分が存在しても必ずしもリーマン＝スティルチェス可積分であるとは限らない。

## 性質およびリーマン積分との関係
積分函数 g が至る所微分可能と仮定しても、g に関するリーマン＝スティルチェス積分は
{\displaystyle \int _{a}^{b}f(x)g'(x)\,dx}
で与えられるリーマン積分とは必ずしも一致しない（例えば、導函数 g′ が非有界のとき）。しかし g′ が連続であるときには、両者は一致する。あるいは、g が自身の導函数 g′ のルベーグ積分函数と一致する（すなわち、g が絶対連続である）ときにも、両積分は一致する。
しかし g が跳躍不連続点を持つ場合や、連続かつ単調増大ながら殆ど至る所微分が消えている場合（例えば g がカントール函数のとき）には、いずれもリーマン＝スティルチェス積分を g の導函数を用いたリーマン積分の形に書くことはできない。
リーマン＝スティルチェス積分に関しても、部分積分が
{\displaystyle \int _{a}^{b}f\,dg=f(b)g(b)-f(a)g(a)-\int _{a}^{b}g\,df}
なる形で成り立ち、この式に現れる二つの積分の一方が存在すれば他方も存在することが言える(Hille & Phillips 1974, §3.3)。

## 積分の存在性
最も単純な存在定理は「f が連続で g が [a, b] 上有界変動であるときリーマン＝スティルチェス積分 ∫b
af dg が存在する」というものである。函数 g が有界変動となるための必要十分条件は、それが二つの単調増大函数の差に表されることである。g が有界変動函数でないときには、g に関する積分が存在しないような連続函数が存在する。一般に、f, g が不連続点を共有するならば、この積分は上手く定義されない（これは十分条件だが、必要条件ではない）。
他方、Young (1936) による古典的な結果として、α + β > 1 なるとき、f が α-ヘルダー連続かつ g が β-ヘルダー連続ならば、この積分は定義可能である。

## 確率論への応用
積分函数 g を確率変数 X のルベーグ測度に関する確率密度函数を持つ累積分布函数とし、f が期待値 E(|f(X)|) が有限となる任意の函数とするとき、X の確率密度函数は g の導函数で、
{\displaystyle \mathbb {E} (f(X))=\int _{-\infty }^{\infty }f(x)g'(x)\,dx}
が成立する。しかし、この公式は X がルベーグ測度に関する確率密度函数を持たないときには意味を成さない。特に X が離散分布（確率が点質量によって割り当てられる）のときには適用できない。また、たとえ累積分布函数が連続でも、g が絶対連続でない場合にはうまくいかない（この場合もカントール函数を考えると反例になる）。しかし、スティルチェス積分を用いれば、等式
{\displaystyle \mathbb {E} (f(X))=\int _{-\infty }^{\infty }f\,dg}
は、実数直線上の「任意の」累積分布函数 g に対して病的な振る舞い (ill-behaved) もなく成立する。特に、確率変数 X の累積分布函数 g に対して、モーメント E(Xn) が存在するならば、
{\displaystyle \mathbb {E} (X^{n})=\int _{-\infty }^{\infty }x^{n}\,dg(x)}
なる等式が問題なく成立する。

## 函数解析への応用
リーマン＝スティルチェス積分はリースの表現定理の元々の定式化「区間 [a, b] 上の連続函数全体の成すバナッハ空間 C[a, b] の双対空間の元は必ず何らかの有界変動函数に対するリーマン＝スティルチェス積分として表される」に用いられていた。後に表現定理は測度を用いて再定式化される。
また、ヒルベルト空間における（非コンパクトな）自己共軛（あるいはもっと一般の正規）作用素に対するスペクトル論の定式化にも、リーマン＝スティルチェス積分が用いられる。この定理におけるリーマン＝スティルチェス積分は、射影のスペクトル族に関するものとして考えられる。詳細はRiesz & Sz. Nagy (1955)参照。

## 一般化
リーマン積分がルベーグ積分に一般化されるのと同じく、ルベーグ＝スティルチェス積分はリーマン＝スティルチェス積分の重要な一般化である。広義リーマン＝スティルチェス積分までも含める場合には、ルベーグ＝スティルチェス積分は厳密な意味でのリーマン＝スティルチェス積分の一般化となるわけではない。
リーマン＝スティルチェス積分を、被積分函数 f や積分函数 g をバナッハ空間に値をとる函数とする場合にまで一般化することもできる。g: [a,b] → X がバナッハ空間 X に値をとる函数であるときには、それが強有界変動であること、すなわち
{\displaystyle \sup \sum _{i}\|g(t_{i})-g(t_{i+1})\|_{X}<\infty }
が成立することを仮定するのが自然である。ただし上限は、有界閉区間 [a, b] の任意の有限分割
{\displaystyle a=t_{0}\leq t_{1}\leq \cdots \leq t_{n}=b}
の上を亘ってとるものとする。この一般化はラプラス＝スティルチェス変換を通じて c0-半群の研究に用いられる。